# Дејвис куп финале 2019.
Финале, пре познато као Светска група, је највиши ниво тениског турнира Дејвис куп у 2019. години. Одржава се на мулти-спортском стадиону Магична кутија у Мадриду, Шпанија, од 18. до 24. новембра.
Хрватска је бранила титулу шампиона.

## Формат такмичења и тимови
Од 2019. креће нови систем такмичења у Дејвис купу. Стари систем који је трајао 118 година одлази у историју. Нови формат Дејвис куп такмичења подразумева квалификациону рунду која ће бити организована у фебруару и из које ће 12 селекција (од укупно 24 колико ће се у квалификацијама борити) изборити пласман на завршни турнир који ће бити ораганизован у новембру. На завршном турниру који ће изнедрити новог власника „салатаре“, бориће се 18 репрезентација (12 из квалификација, 4 полуфиналиста из претходне године и 2 „вајлд карте“).
| Датум                                | Рунда        | Број екипа                                                 |
| ------------------------------------ | ------------ | ---------------------------------------------------------- |
| 18–21. новембар (понедељак–четвртак) | Round Robin  | 18 (6 група по 3 екипе)                                    |
| 21–22. новембар (четвртак–петак)     | Четвртфинале | 8 (6 првопласираних у група, а + 2 најбоље другопласирана) |
| 23. новембар (субота)                | Полуфинале   | 4                                                          |
| 24. новембар (недеља)                | Финале       | 2                                                          |

Програмом финалног турнира Дејвис купа, предвиђено је учешће 18 репрезентација, које ће бити разврстане у 6 група са по три екипе. Предвиђено је да се првопласиране екипе из сваке групе, плус две најбоље друго-пласиране екипе пласирају у даљи ток такмичења које ће се играти по нокаут систему од четвртфинала.
| Екипе које учествују на завршном турниру | Екипе које учествују на завршном турниру | Екипе које учествују на завршном турниру | Екипе које учествују на завршном турниру | Екипе које учествују на завршном турниру | Екипе које учествују на завршном турниру |
| · Аргентина (вајлд карта)                | · Аустралија                             | · Белгија                                | · Канада                                 | · Чиле                                   | · Колумбија                              |
| · Хрватска (бранилац титуле)             | · Француска                              | · Немачка                                | · Велика Британија (вајлд карта)         | · Италија                                | · Јапан                                  |
| · Казахстан                              | · Холандија                              | · Русија                                 | · Србија                                 | · Шпанија (домаћин)                      | · Сједињене Државе                       |
| ---------------------------------------- | ---------------------------------------- | ---------------------------------------- | ---------------------------------------- | ---------------------------------------- | ---------------------------------------- |

## Групна фаза
|  | Квалификовани у даљи ток такмичења |
|  | Елиминисани                        |

### Група А
| Поз. | Селекција | Oднос победа и пораза | Мечеви | Сетови | Сетови % | Гемови  | Гемови % |
| ---- | --------- | --------------------- | ------ | ------ | -------- | ------- | -------- |
| 1    | Србија    | 2 : 0                 | 5 : 1  | 10 : 2 | 83%      | 72 : 50 | 59%      |
| 2    | Француска | 1 : 1                 | 3 : 3  | 6 : 7  | 46%      | : 66    | 50%      |
| 3    | Јапан     | 0 : 2                 | 1 : 5  | 3 : 10 | 23%      | 53 : 76 | 41%      |

#### Француска и Јапан
| · Француска · 2 | Естадио Аракса Санчез Вицарио 19. новембар 2019. | Естадио Аракса Санчез Вицарио 19. новембар 2019.             | · Јапан · 1 |     |     |  |
| \| \| \| \| 1 \| 2 \| 3 \| \| \| - \| \| ------------------------------------------------------------ \| ---- \| --- \| --- \| \| \| 1 \| \| Жо Вилфред Цонга Јасутака Ушијама \| 6 2 \| 6 1 \| \| \| \| 2 \| \| Гаел Монфис Јошихито Нишиока \| 5 7 \| 2 6 \| \| \| \| 3 \| \| Пјер Иго Ербер / Никола Маи Бен Меклаклан / Јасутака Ушијама \| 64 7 \| 6 4 \| 7 5 \| \| |                                                  |                                                              |             |     |     |  |
| |                                                  |                                                              | 1           | 2   | 3   |  |
| 1 | Француска · Јапан                                | Жо Вилфред Цонга Јасутака Ушијама                            | 6 2         | 6 1 |     |  |
| 2 | Француска · Јапан                                | Гаел Монфис Јошихито Нишиока                                 | 5 7         | 2 6 |     |  |
| 3 | Француска · Јапан                                | Пјер Иго Ербер / Никола Маи Бен Меклаклан / Јасутака Ушијама | 64 7        | 6 4 | 7 5 |  |

#### Србија и Јапан
| · Србија · 3 | Естадио Маноло Сонтана 20. новембар 2019. | Естадио Маноло Сонтана 20. новембар 2019.                          | · Јапан · 0 |      |   |  |
| \| \| \| \| 1 \| 2 \| 3 \| \| \| - \| \| ------------------------------------------------------------------ \| ---- \| ---- \| - \| \| \| 1 \| \| Филип Крајиновић Јуичи Сугита \| 6 2 \| 6 4 \| \| \| \| 2 \| \| Новак Ђоковић Јошихито Нишиока \| 6 1 \| 6 2 \| \| \| \| 3 \| \| Јанко Типсаревић / Виктор Троицки Бен Меклаклан / Јасутака Ушијума \| 7 65 \| 7 64 \| \| \| |                                           |                                                                    |             |      |   |  |
| |                                           |                                                                    | 1           | 2    | 3 |  |
| 1 | Србија · Јапан                            | Филип Крајиновић Јуичи Сугита                                      | 6 2         | 6 4  |   |  |
| 2 | Србија · Јапан                            | Новак Ђоковић Јошихито Нишиока                                     | 6 1         | 6 2  |   |  |
| 3 | Србија · Јапан                            | Јанко Типсаревић / Виктор Троицки Бен Меклаклан / Јасутака Ушијума | 7 65        | 7 64 |   |  |

#### Француска и Србија
| · Француска · 1 | Естадио Маноло Сантана 21. новембар 2019. | Естадио Маноло Сантана 21. новембар 2019.                     | · Србија · 2 |      |   |  |
| \| \| \| \| 1 \| 2 \| 3 \| \| \| - \| \| ------------------------------------------------------------- \| --- \| ---- \| - \| \| \| 1 \| \| Жо Вилфрид Цонга Филип Крајиновић \| 5 7 \| 65 7 \| \| \| \| 2 \| \| Беноа Пер Новак Ђоковић \| 3 6 \| 3 6 \| \| \| \| 3 \| \| Пјер Иго Ербер / Никола Маи Јанко Типсаревић / Виктор Троицки \| 6 4 \| 6 4 \| \| \| |                                           |                                                               |              |      |   |  |
| |                                           |                                                               | 1            | 2    | 3 |  |
| 1 | Француска · Србија                        | Жо Вилфрид Цонга Филип Крајиновић                             | 5 7          | 65 7 |   |  |
| 2 | Француска · Србија                        | Беноа Пер Новак Ђоковић                                       | 3 6          | 3 6  |   |  |
| 3 | Француска · Србија                        | Пјер Иго Ербер / Никола Маи Јанко Типсаревић / Виктор Троицки | 6 4          | 6 4  |   |  |

### Група Б
| Поз. | Селекција | Однос победа и пораза | Мечеви | Сетови | Сетови % | Гемови  | Гемови % |
| ---- | --------- | --------------------- | ------ | ------ | -------- | ------- | -------- |
| 1.   | Шпанија   | 2 : 0                 | 5 : 1  | 11 : 2 | 85%      | 77 : 53 | 59%      |
| 2.   | Русија    | 1 : 1                 | 4 : 2  | 8 : 6  | 57%      | 78 : 72 | 52%      |
| 3.   | Хрватска  | 0 : 2                 | 0 : 6  | 1 : 12 | 8%       | 49 : 79 | 38%      |

#### Хрватска и Русија
| · Хрватска · 0 | Естадио Маноло Сантана 18. новембар 2019. | Естадио Маноло Сантана 18. новембар 2019.                | · Русија · 3 |     |     |  |
| \| \| \| \| 1 \| 2 \| 3 \| \| \| - \| \| -------------------------------------------------------- \| ---- \| --- \| --- \| \| \| 1 \| \| Борна Гојо Андреј Рублев \| 3 6 \| 3 6 \| \| \| \| 2 \| \| Борна Ћорић Карен Качанов \| 7 64 \| 4 6 \| 4 6 \| \| \| 3 \| \| Иван Додиг / Никола Мектић Карен Качанов / Андреј Рублев \| 63 7 \| 4 6 \| \| \| |                                           |                                                          |              |     |     |  |
| |                                           |                                                          | 1            | 2   | 3   |  |
| 1 | Хрватска · Русија                         | Борна Гојо Андреј Рублев                                 | 3 6          | 3 6 |     |  |
| 2 | Хрватска · Русија                         | Борна Ћорић Карен Качанов                                | 7 64         | 4 6 | 4 6 |  |
| 3 | Хрватска · Русија                         | Иван Додиг / Никола Мектић Карен Качанов / Андреј Рублев | 63 7         | 4 6 |     |  |

#### Шпанија и Русија
| · Шпанија · 2 | Естадио Маноло Сантана 19. новембар 2019. | Естадио Маноло Сантана 19. новембар 2019.                        | · Русија · 1 |       |      |  |
| \| \| \| \| 1 \| 2 \| 3 \| \| \| - \| \| ---------------------------------------------------------------- \| --- \| ----- \| ---- \| \| \| 1 \| \| Роберто Баутиста Агут Андреј Рублев \| 6 3 \| 3 6 \| 60 7 \| \| \| 2 \| \| Рафаел Надал Карен Качанов \| 6 3 \| 79 67 \| \| \| \| 3 \| \| Марсел Гранољерс / Фелициано Лопез Карен Качанов / Андреј Рублев \| 6 4 \| 7 65 \| \| \| |                                           |                                                                  |              |       |      |  |
| |                                           |                                                                  | 1            | 2     | 3    |  |
| 1 | Шпанија · Русија                          | Роберто Баутиста Агут Андреј Рублев                              | 6 3          | 3 6   | 60 7 |  |
| 2 | Шпанија · Русија                          | Рафаел Надал Карен Качанов                                       | 6 3          | 79 67 |      |  |
| 3 | Шпанија · Русија                          | Марсел Гранољерс / Фелициано Лопез Карен Качанов / Андреј Рублев | 6 4          | 7 65  |      |  |

#### Хрватска и Шпанија
| · Хрватска · 0 | Естадио Маноло Сантана 20. новембар 2019. | Естадио Маноло Сантана 20. новембар 2019.               | · Шпанија · 3 |     |   |  |
| \| \| \| \| 1 \| 2 \| 3 \| \| \| - \| \| ------------------------------------------------------- \| --- \| --- \| - \| \| \| 1 \| \| Никола Мектић Роберто Баутиста Агут \| 1 6 \| 3 6 \| \| \| \| 2 \| \| Борна Гојо Рафаел Надал \| 4 6 \| 3 6 \| \| \| \| 3 \| \| Иван Додиг / Мате Павић Марсел Гранољерс / Рафаел Надал \| 3 6 \| 4 6 \| \| \| |                                           |                                                         |               |     |   |  |
| |                                           |                                                         | 1             | 2   | 3 |  |
| 1 | Хрватска · Шпанија                        | Никола Мектић Роберто Баутиста Агут                     | 1 6           | 3 6 |   |  |
| 2 | Хрватска · Шпанија                        | Борна Гојо Рафаел Надал                                 | 4 6           | 3 6 |   |  |
| 3 | Хрватска · Шпанија                        | Иван Додиг / Мате Павић Марсел Гранољерс / Рафаел Надал | 3 6           | 4 6 |   |  |